# Грантовац
Грантовац је било градско насеље у Београду, главном граду Србије. Налазило се на београдској општини Врачар.

## Локација
Грантовац је био смештен дуж Његошеве улице. Омеђивале су га Београдска, Његошева, Молерова и Крунска улица.

## Историја
Назив је добио по Едварду Максвелу Гранту, који је 1883. године постављен за вицеконзула САД у Београду. Грант је свој посед испарчао на 106 малих плацева које је продавао. Власник преосталих плацева је почетком 20. века постао грађевинар Јован Севдић, који је на њима градио куће за продају. Изглед насеља из тог времена може верно дочарати неколико сачуваних зграда у Смиљанићевој улици.

## Изглед насеља
По решењима архитекте Саве Димитријевића 1906. године извршена је регулација између нове и старе рејонске границе београдског насеља. Његов рад највише је утицао на просецање Макензијеве, Авалске, Молерове, Крунске, Кичевске и околних улица. Крунска улица је, као и данас, почињала од двора и протезала се до Молерове улице. До Београдске улице са једним коловозом, а даље знатно шира, Крунска улица је око 1906. године добила централно постављен двоструки дрворед између две коловозне траке. Са обе стране улице грађене су високопартерне виле окружене баштама. Улици је више пута мењан назив, те је називана: Господар Јевремова, Посланичка, Кнегиње Персиде, Московска и Пролетерских бригада.

## Карактеристике
Насеље је почетком 20. века било познато по многим ресторанима, баровима и кафићима у Његошевој улици, укључујући и један са истим именом као и насеље. Међутим, назив овог насеља, баш као и оближњег Крунског венца, касније је пао у заборав и данас се не користи.
На углу Београдске и Његошеве улице била је кафана Вардар. Један од акционара овог места био је и сам краљ Југославије, Александар I Карађорђевић. Вардар је био познат по томе што је један од најпопуларнијих српских певача, Мијат Мијатовић, био ангажован да забави госте.